# Kanton Saint-Pierre-d'Oléron
Kanton Le Château-d’Oléron je francouzský kanton v departementu Charente-Maritime v regionu Poitou-Charentes. Jeho střediskem je obec Saint-Pierre-d’Oléron. Skládá se ze čtyř obcí. Je jedním ze dvou kantonů ostrova Oléron.

## Obce
- La Brée-les-Bains
- Saint-Denis-d'Oléron
- Saint-Georges-d'Oléron
- Saint-Pierre-d'Oléron